# Selliera rotundifolia
Selliera rotundifolia är en tvåhjärtbladig växtart som beskrevs av Peter B. Heenan.
Selliera rotundifolia ingår i släktet Selliera och familjen Goodeniaceae. Inga underarter finns listade i Catalogue of Life.